# Élouges
Élouges (en picard et wallon Elouche) est un village du Hainaut, en Belgique. Administrativement il fait aujourd'hui partie de la commune de Dour, située en Région wallonne dans la province de Hainaut. C'était une commune à part entière avant la fusion des communes de 1977. Les habitants y sont surnommés "les sots d'Elouges" par les autres habitants de l'entité

## Étymologie
D'anciens documents, entre 965 et 1018, mentionnent le village sous le nom de Slogia. Plus tard, de 1024 à 1183, ce sera Logia puis, en 1046, Eslogia et en 1183, Slogium. Enfin, en 1186, ce sera Eslouges, qui lui est resté pratiquement sans changement jusqu'aujourd'hui.    
Ces variantes ont une signification identique. Elles peuvent aisément se décomposer ainsi : ès signifiant dans, vers et logia pluriel logiae, dont la signification est loges, demeures, cabanes. L’expression, vers les loges, traduit ce nominal. La localité devait être l’une des plus importantes de la région, sous les Romains et les Francs, et son nom ne doit dater que de l’époque romane, alors que par les invasions barbares, tout y avait été détruit et était remplacé par des bicoques.

## Éléments d'histoire
L'archéologie donne à penser que cette localité est une des plus anciennes du Borinage. On y a mis au jour des vestiges d'époques très anciennes: des outils des âges de la pierre et du fer ; un camp romain, des vases, des poteries, médailles, statuettes, amphores, aqueducs, un cimetière de l’époque franque.
M. Charles Debove, d’Élouges, a fouillé tout le territoire de sa commune, surtout sur le Mont et aux environs. Il a retrouvé une foule d’objets qui lui ont permis de constituer un intéressant musée, riche en poteries, statuettes, médailles, armements et objets de toilette.  
Élouges, dit Dubuisson, dans son Mémoire sur le Hainaut, consistait en deux villages, Élouges et Monceau, réputés ordinairement pour une et même chose à cause de l’enclavement, ayant deux églises, l’une fort petite qui est celle de Monceau, adjointe d’ancienneté à la cure de Dour. L’abbaye de Crespin était collatrice à la cure d’Élouges. Ce village était le siège d’une prévôté, dont la juridiction s’étendait sur vingt-sept villages qui avaient été détachés de la prévôté de Mons. La prévôté d’Élouges, propriété du souverain, fut engagée à Jean Lefèvre, le 5 août 1605.
Elle passa ensuite à la famille de Ronquier et à celle de Belhomme, toujours à titre d’engagère. Il existait la seigneurie d’Épinoy et en 1328, le fief de Robert li Dus.
Au début de l'année 2009, à la suite de fouilles provoquées par l'enquête des tueries du Brabant wallon, plusieurs tombes anciennes ont été découvertes près du cimetière du Monceau: elles appartiendraient à des hommes ayant vécu au IXe siècle apr. J.-C. (époque mérovingienne).
La question, sur la relance des fouilles archéologiques dans l'entité de Dour vont-elles enfin aboutir à des découvertes intéressantes ?

## Symboles
Les couleurs de la commune sont le rouge et le blanc.

## Liste des bourgmestres de 1830 à 1977
- Henri Tellier, de 1861 à 1871, (Parti Libéral).
- Georges Mulpas, de 1961 à 1971.

## Patrimoine et culture

### Patrimoine architectural
- Eglise Saint-Martin.
- Tour de l'ancienne église Saint-Martin du Monceau édifiée en 1851.
- Chapelle Notre-Dame de Cocars.

### Culture
- Tous les ans à la mi-juillet, les prairies d'Élouges hébergent le festival de Dour qui est le plus grand festival wallon de l'été. Il est organisé par Carlo Di Antonio.
- Depuis 2002, un festival de blues et de folk se déroule aussi à Élouges. Il est organisé à la mi-septembre. Le festival est nommé Élouges en Blues et Folk ; et il est parrainé par Claude Bourdon.

## Personnalités
- Jacques Mahieu (??-1732). Né à Mons au milieu du XVIIe siècle et titulaire d'un baccalauréat en théologie, Mahieu devint curé d'Élouges en 1680 tout en assumant pendant 41 ans la charge de doyen de la chrétienté du district de Bavay mais mourut dans sa paroisse le 10 août 1732. En 1726, par testament, Jacques Mahieu institua deux bourses d'études pour des théologiens. Il laissa également des rentes pour la fondation d'obits (messe anniversaire pour le repos d'un défunt) et de saluts eucharistiques, pour la distribution aux pauvres de vêtements, de couvertures de lit et de bouillon. Il exigea aussi la distribution annuelle de sommes d'argent à quatre filles pauvres.
- Henri Tellier (1812-1871), homme politique.
- Victor Vilain (1861-1944), homme politique et député belge.
- Victor Regnart (1886-1964), peintre.
- Georges Mulpas (1911-1978), bourgmestre, créateur du musée portant son nom.